# Roberto Díaz
Roberto Díaz (Santiago de Chile, 1960) es un violista chileno.

## Primeros años de vida
Nació en el seno de un matrimonio de músicos profesionales de Santiago de Chile. Su padre Manuel Díaz, era entonces el primer violín de la orquesta de cámara de la Universidad Católica, y su madre una pianista que había estudiado con maestros de la talla de Claudio Arrau León.
Los tres hermanos Díaz se pasaron horas y horas aprendiendo y practicando música y, aunque “no era necesario” seguir los pasos de sus padres, dos de ellos terminaron siendo virtuosos de la cuerda. Roberto siguió los pasos de su padre y adoptó el violín, mientras que Andrés se decantó por el violoncelo.  
La primera vez que Roberto pisó Estados Unidos fue en 1966. Los Díaz se mudaron por un año a Bloomington, Indiana, cuando a su padre, le ofrecieron una beca Fulbright para estudiar bajo la tutela del violinista escocés William Primrose, a quien Roberto considera uno de “los mejores” de la historia.
Allí, los hermanos aprendieron a hablar inglés. En ese momento, Roberto no era consciente de que el inglés le sería tan útil seis años más tarde, cuando su vida dio un giro que cambiaría su situación personal y profesional para siempre.
El 9 de septiembre de 1973, la familia Díaz dijo adiós a Santiago y voló a Atlanta, Georgia. Después de graduarse de la escuela secundaria en Atlanta, Roberto intentó ignorar el talento que le había otorgado la naturaleza (y, por supuesto, la educación), y se puso a estudiar diseño industrial. Una vez recibió su título, fue cuando aceptó la llamada reverberante de su vocación musical.
Fue violista del Trío Díaz, junto a su hermano Andrés Díaz, violonchelista de renombre internacional, y el violinista Andrés Cárdenes, concertino de la Orquesta Sinfónica de Pittsburgh.

## Trayectoria
Sus actuaciones como solista incluyen compromisos con la Orquesta de Filadelfia, Orquesta Sinfónica de la Radio de Baviera, Orquesta Sinfónica Nacional de Washington, Boston Pops, Orquesta Sinfónica de la Radio de Saarbrücken, Orquesta Sinfónica de Rusia y Orquesta Sinfónica Simón Bolívar, entre otras, colaborando con directores como Wolfgang Sawallisch, Ricardo Chailly, David Zinman y Richard Hickox. Ha ofrecido recitales en las más importantes salas de Nueva York, Boston, Los Ángeles, Washington D. C., Filadelfia, Chicago, Helsinki, Múnich y Moscú.
Tocando música de cámara, Roberto Díaz ha interpretado con la Chamber Music Society del Lincoln Center y colaborado con grandes artistas, como Isaac Stern, Yo-Yo Ma, Emanuel Ax y Yefim Bronfman. 
Fue el violista principal de la Orquesta de Filadelfia, actualmente es el presidente/director del Curtis Institute of Music, del cual fue alumno.